# M (militaria)
M – litera umieszczana od schyłku XVIII w. przed datą roczną, przy określaniu regulaminowej broni palnej oraz białej. Skrót od słowa „model”, np.: M16, M-1816 – oznacza model broni z 1816 roku (ale w przypadku tego pierwszego nie zawsze rok produkcji danego egzemplarza).